# Lignon (Marne)
Pour les articles homonymes, voir Lignon.
Lignon est une commune française, située dans le département de la Marne en région Grand Est.

## Géographie
|         | Gigny-Bussy       |                |
| Somsois | Lignon            | Brandonvillers |
|         | Margerie-Hancourt |                |

### Localisation
Lignon est un village agricole de la Marne, situé à 16 km au sud-ouest de Vitry-le-François, 47 km au nord-est de Troyes et 161 km à l'est de Paris.

### Hydrographie
La commune est dans la région hydrographique « la Seine de sa source au confluent de l'Oise (exclu) » au sein du bassin Seine-Normandie. Elle est drainée par le Meldancon, le cours d'eau 01 de la commune de Lignon, le cours d'eau 04 de la Louvière, le Fossé 03 des Noues et divers autres petits cours d'eau,.
Le Meldançon, d'une longueur de 26 km, prend sa source dans la commune  et se jette  dans l'Aube à Morembert, après avoir traversé onze communes. 

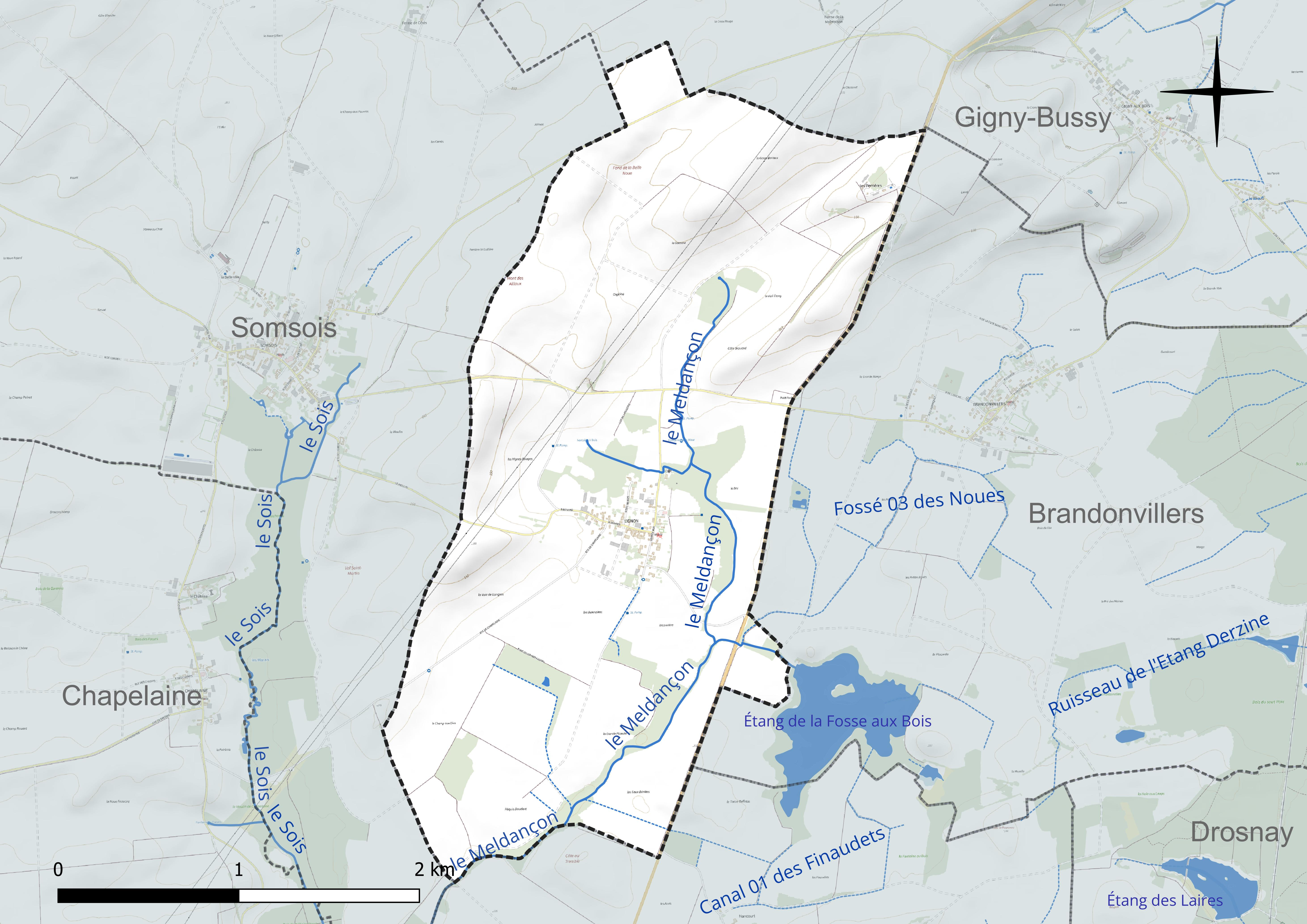
Réseau hydrographique de Lignon.

### Climat
Pour des articles plus généraux, voir Climat du Grand Est et Climat de la Marne.
En 2010, le climat de la commune est de type climat océanique dégradé des plaines du Centre et du Nord, selon une étude du Centre national de la recherche scientifique s'appuyant sur une série de données couvrant la période 1971-2000. En 2020, Météo-France publie une typologie des climats de la France métropolitaine dans laquelle la commune est exposée à un climat océanique altéré et est dans la région climatique  Nord-est du bassin Parisien, caractérisée par un ensoleillement médiocre, une pluviométrie moyenne régulièrement répartie au cours de l’année et un hiver froid (3 °C). 
Pour la période 1971-2000, la température annuelle moyenne est de 10,4 °C, avec une amplitude thermique annuelle de 16,1 °C. Le cumul annuel moyen de précipitations est de 755 mm, avec 12,4 jours de précipitations en janvier et 8,3 jours en juillet. Pour la période 1991-2020, la température moyenne annuelle observée sur la station météorologique de Météo-France la plus proche, « Frignicourt », sur la commune de Frignicourt à 14 km à vol d'oiseau, est de 11,5 °C et le cumul annuel moyen de précipitations est de 694,6 mm. 
La température maximale relevée sur cette station est de 41,7 °C, atteinte le 25 juillet 2019 ; la température minimale est de −22 °C, atteinte le 9 janvier 1985,,. 
Les paramètres climatiques de la commune ont été estimés pour le milieu du siècle (2041-2070) selon différents scénarios d'émission de gaz à effet de serre à partir des nouvelles projections climatiques de référence DRIAS-2020. Ils sont consultables sur un site dédié publié par Météo-France en novembre 2022.

## Urbanisme

### Typologie
Au 1er janvier 2024, Lignon est catégorisée commune rurale à habitat dispersé, selon la nouvelle grille communale de densité à sept niveaux définie par l'Insee en 2022.
Elle est située hors unité urbaine. Par ailleurs la commune fait partie de l'aire d'attraction de Vitry-le-François, dont elle est une commune de la couronne,. Cette aire, qui regroupe 73 communes, est catégorisée dans les aires de moins de 50 000 habitants,.

### Occupation des sols
L'occupation des sols de la commune, telle qu'elle ressort de la base de données européenne d’occupation biophysique des sols Corine Land Cover (CLC), est marquée par l'importance des territoires agricoles (91,7 % en 2018), une proportion sensiblement équivalente à celle de 1990 (91,9 %). La répartition détaillée en 2018 est la suivante : 
terres arables (84,7 %), zones agricoles hétérogènes (7 %), forêts (4,5 %), zones urbanisées (3,8 %). L'évolution de l’occupation des sols de la commune et de ses infrastructures peut être observée sur les différentes représentations cartographiques du territoire : la carte de Cassini (XVIIIe siècle), la carte d'état-major (1820-1866) et les cartes ou photos aériennes de l'IGN pour la période actuelle (1950 à aujourd'hui).

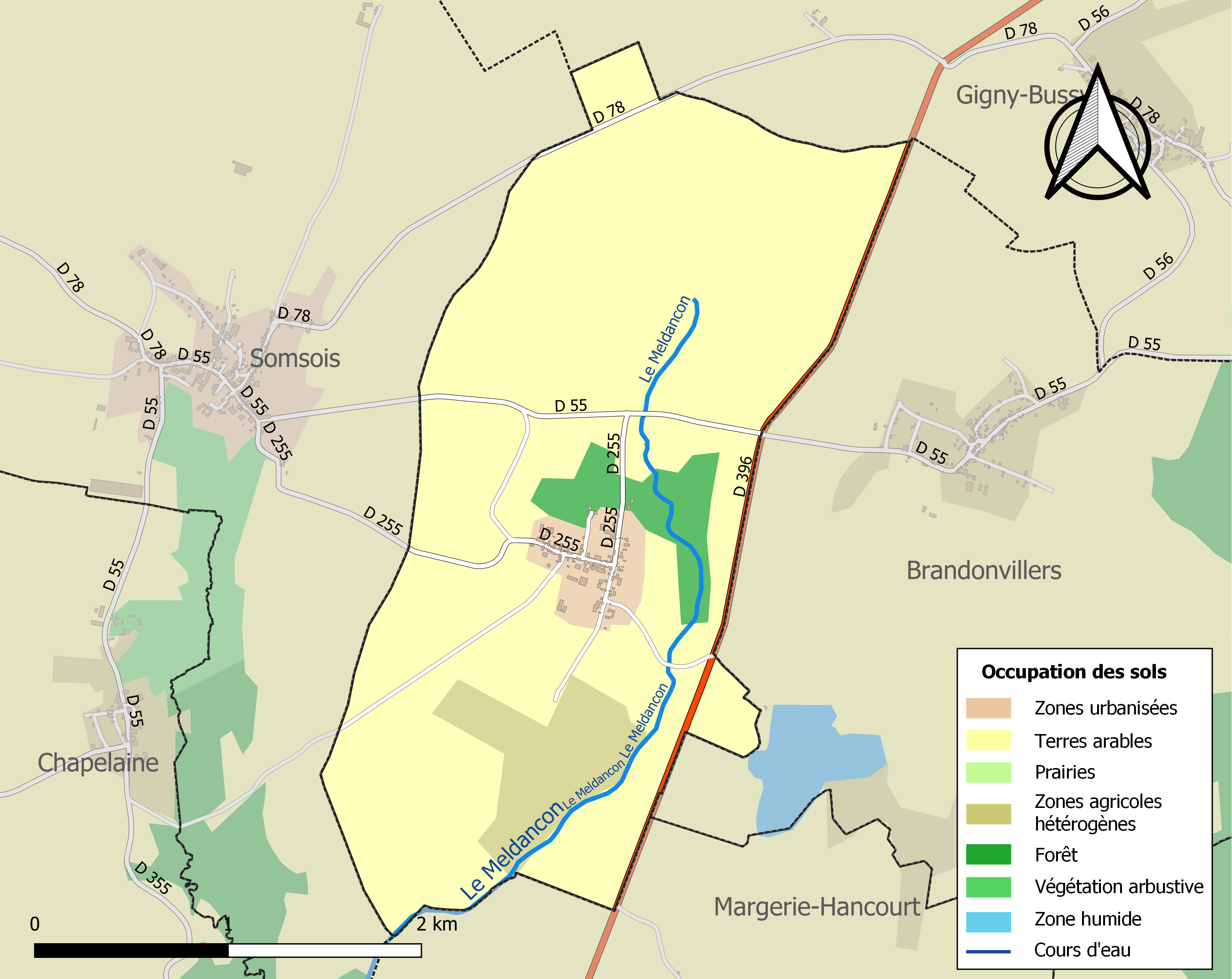
Carte des infrastructures et de l'occupation des sols de la commune en 2018 (CLC).

## Toponymie
Le nom de la localité est attesté sous les formes Villa Linonis (860) ; Villa que dicitur Linum (1203) ; Linon (1262).

Lignon est issu du latin linea, « ligne de démarcation, sillon qui marque la limite », suivi du suffixe diminutif roman –on.

## Histoire
Des traces d'une nécropole protohistorique ont été découvertes au lieu-dit Voie de Langrs comprenant au moins une dizaine d'enclos.
En 1322 Lignon était une vicomté et appartenait à la famille de Launay ; en 1525 Pierre de Somme-Yèvre, bailli de Vitry, a sa sépulture en l’église du village. La terre resta jusqu'à 1680 dans la famille. Auguste Jolly Desaulnois de la Mothe était le dernier seigneur en 1789. Le château était assez important avec ses quatre tours pour que des ruines subsistent.

## Politique et administration

### Rattachements administratifs et électoraux
La commune se trouve dans l'arrondissement de Vitry-le-François du département de la Marne. Pour l'élection des députés, elle fait partie depuis 1986 de la cinquième circonscription de la Marne.
Après avoir été fugacement chef-lieu de canton de 1793 à 1801, Lignon est intégré au canton de Saint-Remy-en-Bouzemont-Saint-Genest-et-Isson. Dans le cadre du redécoupage cantonal de 2014 en France, la commune fait désormais partie du canton de Vitry-le-François-Champagne et Der.

### Intercommunalité
Lignon était membre de la petite communauté de communes des Quatre Vallées, crée en 1993.
Cette intercommunalité a fusionné avec ses voisines pour former, le 1er janvier 2013, la communauté de communes Vitry, Champagne et Der, dont Lignon fait désormais partie.

### Liste des maires
| Période                                  | Période      | Identité         | Étiquette | Qualité                         |
| ---------------------------------------- | ------------ | ---------------- | --------- | ------------------------------- |
| Les données manquantes sont à compléter. |              |                  |           |                                 |
| 1875                                     | après 1877   | A. Collot        |           |                                 |
| Les données manquantes sont à compléter. |              |                  |           |                                 |
| mars 2001                                | juillet 2020 | Guy Jacquemin    |           | Réélu pour le mandat 2014-2020, |
| juillet 2020                             | En cours     | Jean-Marc Gérard |           |                                 |

## Équipements et services publics

### Postes et télécommunications
Une boîte aux lettres de La Poste se trouve sur le territoire de la commune, Grande Rue. Le bureau de poste le plus proche est situé à Chavanges dans l'Aube, à environ 9 km de Lignon. La commune partage toutefois son code postal avec le bureau de poste de Saint-Remy-en-Bouzemont (51290).

### Justice, sécurité et secours
Du point de vue judiciaire, Lignon relève du conseil de prud'hommes, du tribunal de commerce, du tribunal judiciaire, du tribunal paritaire des baux ruraux et du tribunal pour enfants de Châlons-en-Champagne, dans le ressort de la cour d'appel de Reims. Pour le contentieux administratif, la commune dépend du tribunal administratif de Châlons-en-Champagne et de la cour administrative d'appel de Nancy.
Lignon est située en secteur Gendarmerie nationale et dépend de la brigade de Saint-Remy-en-Bouzemont-Saint-Genest-et-Isson.
En matière d'incendie et de secours, la caserne la plus proche est celle de Saint-Remy-en-Bouzemont, rattachée au Service départemental d'incendie et de secours (SDIS) de la Marne.

## Culture locale et patrimoine

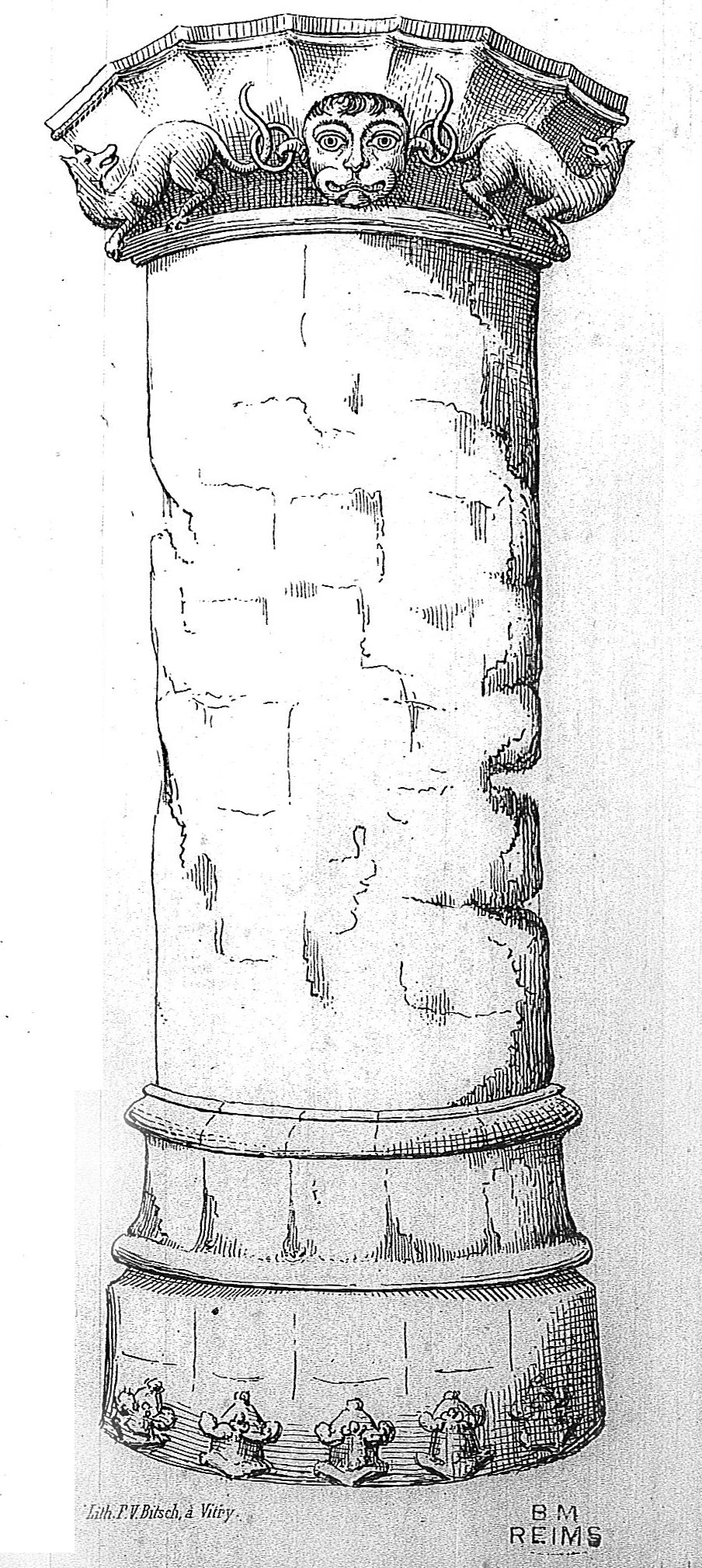
Vue d'une colonne à Lignon par P. V.Bitsch, en 1900

## Démographie
L'évolution du nombre d'habitants est connue à travers les recensements de la population effectués dans la commune depuis 1793. Pour les communes de moins de 10 000 habitants, une enquête de recensement portant sur toute la population est réalisée tous les cinq ans, les populations de référence des années intermédiaires étant quant à elles estimées par interpolation ou extrapolation. Pour la commune, le premier recensement exhaustif entrant dans le cadre du nouveau dispositif a été réalisé en 2005.

En 2022, la commune comptait 119 habitants, en évolution de −7,75 % par rapport à 2016 (Marne : −1,19 %, France hors Mayotte : +2,11 %).
| 1793 | 1800 | 1806 | 1821 | 1831 | 1836 | 1841 | 1846 | 1851 |
| ---- | ---- | ---- | ---- | ---- | ---- | ---- | ---- | ---- |
| 235  | 230  | 258  | 182  | 219  | 202  | 207  | 200  | 223  |

| 1856 | 1861 | 1866 | 1872 | 1876 | 1881 | 1886 | 1891 | 1896 |
| ---- | ---- | ---- | ---- | ---- | ---- | ---- | ---- | ---- |
| 227  | 205  | 216  | 187  | 185  | 177  | 165  | 162  | 154  |

| 1901 | 1906 | 1911 | 1921 | 1926 | 1931 | 1936 | 1946 | 1954 |
| ---- | ---- | ---- | ---- | ---- | ---- | ---- | ---- | ---- |
| 142  | 152  | 139  | 126  | 127  | 110  | 107  | 117  | 111  |

| 1962 | 1968 | 1975 | 1982 | 1990 | 1999 | 2005 | 2006 | 2010 |
| ---- | ---- | ---- | ---- | ---- | ---- | ---- | ---- | ---- |
| 100  | 89   | 80   | 83   | 82   | 86   | 87   | 86   | 103  |

| 2015 | 2020 | 2022 | - | - | - | - | - | - |
| ---- | ---- | ---- | - | - | - | - | - | - |
| 128  | 122  | 119  | - | - | - | - | - | - |